# Ladislav Cabada
Ladislav Cabada (* 19. listopadu 1973 Kraslice) je český politolog a vysokoškolský pedagog.

## Vzdělání
Po ukončení Gymnázia v Sokolově ve specializaci chemie, vystudoval na Fakultě sociálních věd Univerzity Karlovy v Praze bakalářský obor politologie a mezinárodní vztahy a navazující magisterský obor politologie. Poté získal titul Ph.D. v postgraduálním studiu. Rok doktorského studia politologie absolvoval na Univerzitě v Lublani ve Slovinsku. 
V roce 2004 se habilitoval v oboru politologie na brněnské Masarykově univerzitě. V prosinci 2023 jej prezident republiky Petr Pavel na návrh Vědecké rady Univerzity Hradec Králové jmenoval profesorem českých a československých dějin.

## Profesní zkušenosti
Od roku 1997 přednáší a vede semináře věnované českému politickému systému, politickým systémům ve střední a východní Evropě, evropskému regionalismu a politické antropologii na českých i zahraničních vysokých školách. V letech 1997 až 2003 přednášel na Univerzitě Karlově v Praze, od roku 2000 působí na Západočeské univerzitě v Plzni, kde v roce 2000 založil a více než pět let řídil katedry politologie a sociologie, od roku 2003 katedru politologie a mezinárodních vztahů. Na Fakultě humanitních studií (později Fakultě filozofické) Západočeské univerzitě v Plzni byl v letech 2002 až 2005 proděkanem pro vědu, v letech 2005 až 2009 děkanem. Z funkce děkana byl odvolán na návrh Akademického senátu fakulty pro údajně "nejednotný přístup k pracovištím fakulty, autokratické způsoby řízení a manažerská selhání". Od roku 2002 působí rovněž na Metropolitní univerzitě Praha, kam v roce 2010 odešel jako na své hlavní působiště. V letech 2010-2016 vedl univerzitní středisko v Plzni, od roku 2013 působil jako prorektor pro akademický rozvoj, od roku 2017 je prorektorem pro tvůrčí činnost.
V zahraniční pravidelně přednáší ve Slovinsku (na Univerzitě v Lublani a Fakultě aplikovaných sociálních věd v Nové Gorici), kde využívá svou znalost slovinského jazyka. V němčině či angličtině přednášel či přednáší v Německu (Univerzita Vechta, Dolní Sasko) a Velké Británii (Univerzita Salford). Realizoval také řadu zahraničních výzkumných pobytů, mj. na Tchaj-wanu, v Jižní Koreji, USA, Bosně a Hercegovině, Maďarsku a Severní Makedonii.

## Členství v odborných organizacích a redakčních radách
Od počátku 21. století je aktivní rovněž ve Středoevropské asociaci pro politické vědy (CEPSA), kde byl v letech 2002 až 2008 zástupcem za Českou republiku. V letech 2012 až 2018 vedl CEPSA jako její předseda. V letech 2006 až 2012 byl rovněž předsedou České společnosti pro politické vědy (ČSPV). V roce 2005 založil mezinárodní odborný časopis Politics in Central Europe, který dosud spolurediguje s Šárkou Waisovou.
Byl či je členem řady vědeckých rad, mj. Univerzity Hradec Králové, Ústavu mezinárodních vztahů v Praze či Ústavu pro studium totalitních režimů. Je rovněž členem více než deseti redakčních rad odborných sociálně-vědních časopisů v České republice, Polsku, Slovinsku a Jižní Koreji. Působil rovněž v Grantové agentuře České republiky (2006–2009, v letech 2008–2009 předseda subkomise pro sociologii) a oborové komisi pro humanitní a společenské vědy Rady pro výzkum, vývoj a inovace (RVVI) (2008–2010).
Od roku 2012 působí v akademické radě konzervativního think tanku TOPAZ, který založila politická strana TOP 09.

## Publikační činnost
Publikoval více než 20 monografií a dalších více než sto odborných studií v češtině, slovinštině, angličtině, němčině, francouzštině a korejštině. Mezi nejvýznamnější české publikace patří kniha Politický systém České republiky: Historie a současnost, kterou napsal společně s Karlem Vodičkou a vyšla již ve třech vydáních (2003, 2007, 2011). V mezinárodním prostředí zaznamenala výrazný ohlas a je hojně citována kniha Czechoslovakia and Czech Republic in World Politics (společně se Šárkou Waisovou, Lexington Books 2011); kniha byla přeložena i do korejštiny.

## Politická angažovanost
Ve volbách do Senátu PČR v roce 2014 kandidoval jako nestraník za TOP 09 na kandidátce subjektu "TOP 09 a STAN" v obvodu č. 9 – Plzeň-město. Se ziskem 14,65 % hlasů skončil na 4. místě a nepostoupil tak ani do kola druhého.

## Výběr publikačních výstupů

### I. Monografie
- CABADA, Ladislav – HLOUŠEK, Vít – JUREK, Petr (2014): Political Parties in East Central Europe. Lanham: Lexington Books, 220 s.
- CABADA, Ladislav a kol. (2013): Strany jednoho tématu ve střední Evropě. Brno: Václav Klemm, 169 s.
- CABADA, Ladislav – WAISOVÁ, Šárka (2013): Čchekchowa kukčengčchi :Jŏksačŏk čängčŏmkwa säroun ŭiče [Československo a Česká republika ve světové politice]. Soul: Hankuk University of Foreign Studies, 307 s.
- CABADA, Ladislav – HLOUŠEK, Vít – JUREK, Petr (2013): Ztraceny v tranzici? Minulost a přítomnost politického stranictví ve střední a východní Evropě. Brno: Mezinárodní politologický ústav.
- CABADA, Ladislav – WAISOVÁ, Šárka (2011): Czechoslovakia and Czech Republic in World Politics. Lanham: Lexington Books, 244 s.
- VODIČKA, Karel; CABADA, Ladislav (2011): Politický systém České republiky. Historie a současnost, 3. aktualizované a rozšířené vydání, Praha: Portál, 486 s.
- WAISOVÁ, Šárka – CABADA, Ladislav (2011): Ethics in Foreign Policy: Postmodern States as the Entrepreneurs of Kantian Ethics. Frankfurt am Main: Peter Lang Verlag, 197 s.
- CABADA, Ladislav (2010): Intellectuals and the Communist Idea: The Search for a New Way in Czech Lands from 1890 to 1938. Lanham: Lexington Books, 210 s.
- WAISOVÁ, Šárka a CABADA, Ladislav (2009): Etika a mezinárodní politika: Postmodetrní státy jako nositelé kantovské etiky. Plzeň: Nakladatelství a vydavatelství Aleš Čeněk, 235 s.
- VODIČKA, Karel; CABADA, Ladislav (2007) Politický systém České republiky. Historie a současnost, 2. aktualizované a rozšířené vydání, Praha: Portál, 374 s.
- CABADA, Ladislav; WAISOVÁ, Šárka (2006): Czechoslovakia and Czech Republic in World Politics. Plzeň: Nakladatelství a vydavatelství Aleš Čeněk, 160 s.
- CABADA, Ladislav, (2005): Komunismus, levicová kultura a česká politika 1890–1938. Plzeň: Nakladatelství a vydavatelství Aleš Čeněk, 198 s.
- CABADA, Ladislav (2005): Politický systém Slovinska. Praha: Sociologické nakladatelství, 243 s.
- CABADA, Ladislav; ŠANC, David (2005): Český stranický systém ve 20. století. Plzeň: Nakladatelství a vydavatelství Aleš Čeněk, 223 s.
- CABADA, Ladislav; ŽENÍŠEK, Marek (2003): Smíšené volební systémy. Dobrá Voda: Nakladatelství a vydavatelství Aleš Čeněk, 156 s.
- VODIČKA, Karel; CABADA, Ladislav (2003) Politický systém České republiky. Historie a současnost. Praha: Portál, 360 s.
- ROSŮLEK, Přemysl; CABADA, Ladislav (2002): Evropa národů, patriotů a integrace. Dobrá Voda: Nakladatelství a vydavatelství Aleš Čeněk, 166 s.
- CABADA, Ladislav (2000): Intelektuálové a idea komunismu v českých zemích 1900–1939. Praha: Institut pro středoevropskou kulturu a politiku, 198 s.

### II. Články v mezinárodních a zahraničních odborných časopisech
- CABADA, Ladislav (2013): European Union and the Western Balkans: a Problematic Partnership? Politics in Central Europe, Vol. 9, No. 2, 23-42.
- KRAŠOVEC, Alenka and CABADA, Ladislav (2013): Kako smo si različni: značilnosti vladnih koalicij v Sloveniji, Češki republiki in na Slovaškem. Teorija in praksa, Vol. 50, Nr. 5-6, pp. 23-41.
- CABADA, Ladislav and WAISOVÁ, Šárka (2012): Public Diplomacy and Nation Branding as the Instruments of Foreign Policy – Czech Republic in (Central) European Context. Politics in Central Europe, Vol. 8, No. 3, 15-44.
- CABADA, Ladislav (2012): Anti-Communism in Czech Society and Politics after 1989: Analysis of the Background and Development of the Phaenomenon. Journal of East European and Asian Studies, Vol. 3, No. 1 (August 2012), 55-75.
- CABADA, Ladislav (2012): Party Membership in East Central Europe. Politics in Central Europe, Vol. 8, No. 1, 64-83.
- CABADA, Ladislav (2011): Central European Political Parties Role in Establishment and Operation of European Conservatives and Reformists Group. Politics in Central Europe, Vol. 7, No. 2, 5-18.
- CABADA, Ladislav (2011): Typology of Slovene minorities and differences in their status and rights. The Annual of Language and Politics & Politics of Identity, Vol. 5, s. 23-40, https://web.archive.org/web/20151018173330/http://alppi.eu/wp-content/uploads/2011/11/cabada.pdf.
- CABADA, Ladislav (2010): Le Parti social-démocrate tchèque en 2010: entre tradition, „Troisième voie“ ou chemin propre? La Revue Socialiste, Vol. 39, No. 3 (Le débat socialiste en Europe), 59-64.
- CABADA, Ladislav (2010): Traditional, Third way or a Different Path? The Czech Social Democrat Party in 2010. Politics in Central Europe, Vol. 6, no. 1, 83-89.
- CABADA, Ladislav (2009): Political Culture and its Types in the post-Yugoslav Area. Politics in Central Europe, Vol. 5, No. 2, s. 78-94.
- CABADA, Ladislav (2008): Decentralisation Processes in Croatia and Slovenia. Politics in Central Europe, Vol. 4, No. 1, s. 24-37.
- CABADA, Ladislav (2005): Czech foreign policy – small state or middle power approach? Politics in Central Europe, Vol. 1, No. 1, s. 30-45.
- CABADA, Ladislav (2003): Češke politične stranke in njihov položaj v procesu oblikovanja evropskih političnih strank. Teorija in praksa, Vol. 40, Nr. 6, s. 1167–1177.
- CABADA, Ladislav (2002): Češki nacionalni interes(i) in Evropska unija v diskurzu političnega strankarstva na Češkem. Teorija in praksa, Vol. 39, Nr. 4, s. 601-612.
- CABADA, Ladislav (2001): Volilna reforma na Češkem – volilni inženiring v praksi. Teorija in praksa, Vol. 38, Nr. 5, s. 817-831.
- CABADA, Ladislav; Waisová, Šárka (2001): European Union on the Way to the European State – The Process of Deconstruction of National Identity? Central European Political Science Review, Vol. 2, Nr. 5, s. 176-184.
- BALUT, Aleš; CABADA, Ladislav (2001): Post-komunistične stranke – primerjava razvoje Zveze komunistov Slovenije in Komunistične stranke Češkoslovaške. Teorija in praksa, Vol. 37, Nr. 4, s. 749-765.
- CABADA, Ladislav (2000): Razumevanje nacionalne in evropske identite – primer Češke republike. Teorija in praksa, Vol. 37, Nr. 1, s. 116-129.
- CABADA, Ladislav; EHL, Martin (2000): The Kosovo Crisis and the Prospects for the Balkans. Perspectives. The Central European Review of International Affairs, Nr. 13 (Winter 1999/2000), s. 21-30.
- CABADA, Ladislav (1999): Razvoj strankarskega sistema na Češkem. Teorija in praksa, Vol. 36, Nr. 2, s. 290-303.

### III. Vysokoškolské učebnice
- CABADA, Ladislav; KUBÁT, Michal a kol. (2007): Úvod do studia politické vědy. Plzeň: Aleš Čeněk, 455 s..
- CABADA, Ladislav; ZÍKOVÁ, Tereza a kol. (2007): Projektové řízení ve veřejném sektoru. Plzeň: Nakladatelství a vydavatelství Nakladatelství a vydavatelství Aleš Čeněk.
- CABADA, Ladislav; KUBÁT, Michal a kol. (2004): Úvod do studia politické vědy. 2. rozšířené a doplněné vydání. Praha: Eurolex Bohemia, 494 s.
- CABADA, Ladislav; DVOŘÁKOVÁ, Vladimíra a kol. (2004): Komparace politických systémů III., 2. vydání. Praha: Vysoká škola ekonomická, 330 s.
- CABADA, Ladislav; KUBÁT, Michal a kol. (2002): Úvod do studia politické vědy. Praha: Eurolex Bohemia, 445 s.
- CABADA, Ladislav; DVOŘÁKOVÁ, Vladimíra a kol. (2000): Komparace politických systémů III. Praha: Vysoká škola ekonomická 2000, 253 s.
- CABADA, Ladislav (2000): Český stranický systém 1890-1939.. Plzeň: Západočeská univerzita.